# San Miguel Ipaltepec
San Miguel Ipaltepec är en ort i Mexiko.   Den ligger i kommunen Tepexi de Rodríguez och delstaten Puebla, i den sydöstra delen av landet, 170 km sydost om huvudstaden Mexico City. San Miguel Ipaltepec ligger 1 895 meter över havet och antalet invånare är 176.
Terrängen runt San Miguel Ipaltepec är platt söderut, men norrut är den kuperad. Terrängen runt San Miguel Ipaltepec sluttar västerut. Runt San Miguel Ipaltepec är det glesbefolkat, med 19 invånare per kvadratkilometer. Närmaste större samhälle är San Juan Ixcaquixtla, 7,6 km sydost om San Miguel Ipaltepec. Omgivningarna runt San Miguel Ipaltepec är en mosaik av jordbruksmark och naturlig växtlighet.